# Poolbillard-Panamerikameisterschaft 2016
Die Poolbillard-Panamerikameisterschaft 2016 war die 18. Austragung der vom amerikanischen Billardverband CPB veranstalteten Kontinentalmeisterschaft im Poolbillard. Sie fand vom 9. bis 17. August 2016 in der costa-ricanischen Hauptstadt San José statt. Gespielt wurden die Disziplinen 8-Ball, 9-Ball und 10-Ball.
Erfolgreichste Spielerin war Karen García aus Nicaragua, die zwei Goldmedaillen und eine Bronzemedaille gewann. Bei den Herren gewannen Alejandro Carvajal, Jorge Llanos und Enrique Rojas jeweils einen Titel. Der Venezolaner Jesus Atencio konnte bei den Junioren seine beiden Titel aus dem Vorjahr erfolgreich verteidigen. Gastgeber Costa Rica gewann zweimal Silber und einmal Bronze.

## Medaillengewinner
| Disziplin          | Gold               | Silber             | Bronze             |
| ------------------ | ------------------ | ------------------ | ------------------ |
| Herren – 8-Ball    | Alejandro Carvajal | Frailin Guanipa    | Christopher Tevez  |
| Herren – 8-Ball    | Alejandro Carvajal | Frailin Guanipa    | Alexander Jimenez  |
| Herren – 9-Ball    | Jorge Llanos       | Frailin Guanipa    | Ariel Casto        |
| Herren – 9-Ball    | Jorge Llanos       | Frailin Guanipa    | Gerson Martínez    |
| Herren – 10-Ball   | Enrique Rojas      | Rubén Bautista     | José Solórzano     |
| Herren – 10-Ball   | Enrique Rojas      | Rubén Bautista     | Gerson Martínez    |
| Damen – 8-Ball     | Karen García       | Soledad Ayala      | Johanna Espinoza   |
| Damen – 8-Ball     | Karen García       | Soledad Ayala      | Jaqueline Perez    |
| Damen – 9-Ball     | Jaqueline Perez    | Adriana Villar     | Mayling Balladares |
| Damen – 9-Ball     | Jaqueline Perez    | Adriana Villar     | Karen García       |
| Damen – 10-Ball    | Karen García       | Nataly Camacho     | Soledad Ayala      |
| Damen – 10-Ball    | Karen García       | Nataly Camacho     | Lina Nocua         |
| Junioren – 8-Ball  | Shamir Tremus      | Alexander Tapiquen | Gyairon Martis     |
| Junioren – 8-Ball  | Shamir Tremus      | Alexander Tapiquen | Luciano Ayala      |
| Junioren – 9-Ball  | Jesus Atencio      | Sergio Reyes       | Ivan Brasca        |
| Junioren – 9-Ball  | Jesus Atencio      | Sergio Reyes       | Shamir Tremus      |
| Junioren – 10-Ball | Jesus Atencio      | Andrés Aguilar     | Paul Valenzuela    |
| Junioren – 10-Ball | Jesus Atencio      | Andrés Aguilar     | Marnix Abdul       |